# WWE Backlash

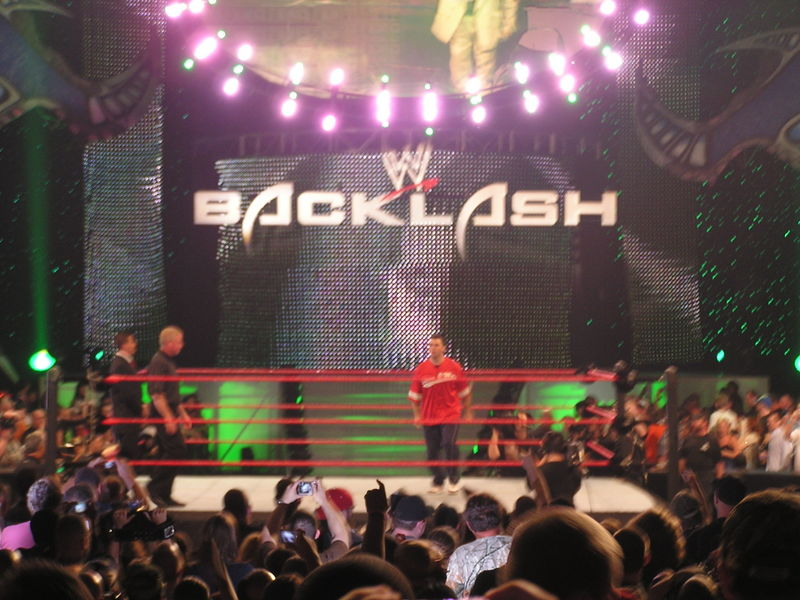
Escenografía del evento Backlash en 2007.

Backlash es un evento pago por visión anual de lucha libre profesional producido por la empresa estadounidense WWE, el cual se emitió por primera vez en 1999 y era transmitido en el mes de abril (con la excepción del 2005). Entre 2004 y 2006, el evento fue exclusivo de la marca Raw. Desde el evento de 2007, las marcas SmackDown y ECW se sumaron al evento. Backlash habitualmente realizaba revanchas de WrestleMania, y luchas que se basaban en eventos sucedidos en WrestleMania, de ahí el nombre del evento (del inglés «backlash», significa «contragolpe»). En 2010, el evento fue reemplazado en el mes de abril por el evento Extreme Rules. En 2016, el evento fue producido nuevamente debido a la separación de marcas, en el mes de septiembre, exclusivo para la marca SmackDown Live, volviendo en 2017 a su temática de revanchas de WrestleMania. Desde 2018 el evento junto a los demás eventos de WWE, dejarían de ser exclusivos de una marca para abarcar luchas de todas las marcas. El evento fue inicialmente programado para 2019, pero fue luego cancelado y reemplazado por Stomping Grounds, sin embargo, durante Money in the Bank 2020, se anunció de manera oficial su regreso para el mes de junio.

## Fechas y lugares
|  | Evento de Raw |  | Evento de SmackDown Live |

| Evento                       | Fecha                    | Lugar                       | Estadio                                    | Asistencia | Evento principal                                                                                                 |
| ---------------------------- | ------------------------ | --------------------------- | ------------------------------------------ | ---------- | --- |
| Backlash: In Your House      | 25 de abril de 1999      | Providence, Rhode Island    | Providence Civic Center                    | 10 939     | Stone Cold "Steve Austin" vs. The Rock                                                                           |
| Backlash (2000)              | 30 de abril de 2000      | Washington D. C.            | MCI Center                                 | 17 867     | Triple H vs. The Rock                                                                                            |
| Backlash (2001)              | 29 de abril de 2001      | Rosemont, Illinois          | Allstate Arena                             | 15 592     | Stone Cold "Steve Austin" & Triple H vs. Kane & The Undertaker                                                   |
| Backlash (2002)              | 21 de abril de 2002      | Kansas City, Misuri         | Kemper Arena                               | 12 489     | Triple H vs. Hollywood Hulk Hogan                                                                                |
| Backlash (2003)              | 27 de abril de 2003      | Worcester, Massachusetts    | Worcester Centrum                          | 10 000     | Goldberg vs. The Rock                                                                                            |
| Backlash (2004)              | 18 de abril de 2004      | Edmonton, Alberta           | Rexall Place                               | 13 000     | Chris Benoit vs. Triple H vs. Shawn Michaels                                                                     |
| Backlash (2005)              | 1 de mayo de 2005        | Mánchester, Nuevo Hampshire | Verizon Wireless Arena                     | 14 000     | Batista vs. Triple H                                                                                             |
| Backlash (2006)              | 30 de abril de 2006      | Lexington, Kentucky         | Rupp Arena                                 | 14 000     | John Cena vs. Edge vs. Triple H                                                                                  |
| Backlash (2007)              | 29 de abril de 2007      | Atlanta, Georgia            | Philips Arena                              | 14 500     | John Cena vs. Edge vs. Shawn Michaels vs. Randy Orton                                                            |
| Backlash (2008)              | 27 de abril de 2008      | Baltimore, Maryland         | 1st Mariner Arena                          | 11 277     | Randy Orton vs. Triple H vs. John "Bradshaw" Layfield vs. John Cena                                              |
| Backlash (2009)              | 26 de abril de 2009      | Providence, Rhode Island    | Dunkin' Donuts Center                      | 8 357      | John Cena vs. Edge                                                                                               |
| Backlash (2016)              | 11 de septiembre de 2016 | Richmond, Virginia          | Richmond Coliseum                          | 7 000      | Dean Ambrose vs. AJ Styles                                                                                       |
| Backlash (2017)              | 21 de mayo de 2017       | Rosemont, Illinois          | Allstate Arena                             | 9 800      | Randy Orton vs. Jinder Mahal                                                                                     |
| Backlash (2018)              | 6 de mayo de 2018        | Newark, Nueva Jersey        | Prudential Center                          | 14 726     | Roman Reigns vs. Samoa Joe                                                                                       |
| Backlash (2020)              | 14 de junio de 2020      | Orlando, Florida            | WWE Performance Center                     | 0          | Edge vs. Randy Orton                                                                                             |
| WrestleMania Backlash (2021) | 16 de mayo de 2021       | Tampa, Florida              | Yuengling Center                           | 0          | Roman Reigns vs. Cesaro                                                                                          |
| WrestleMania Backlash (2022) | 8 de mayo de 2022        | Providence, Rhode Island    | Dunkin' Donuts Center                      | 8 050      | Drew McIntyre & RK-Bro (Randy Orton & Riddle) vs. The Bloodline (Roman Reigns & The Usos (Jey Uso & Jimmy Uso)). |
| Backlash (2023)              | 6 de mayo de 2023        | San Juan, Puerto Rico       | Coliseo de Puerto Rico José Miguel Agrelot | 17 944     | Cody Rhodes vs. Brock Lesnar                                                                                     |
| Backlash (2024)              | 4 de mayo de 2024        | Décines-Charpieu, Francia   | LDLC Arena                                 | 11 682     | Cody Rhodes vs. AJ Styles                                                                                        |
| Backlash (2025)              | 10 de mayo de 2025       | San Luis, Misuri            | Enterprise Center                          | 17.155     | John Cena vs. Randy Orton                                                                                        |

## Historia
La primera edición de Backlash se realizó en 1999, bajo la serie de PPVs mensuales de la WWF In Your House. Además, esta edición fue el último PPV que se realizó bajo esta marca, siendo desde entonces PPV normales. En la siguiente edición la del 2000, se usó para promocionarlo un péndulo en forma de guadaña o cuchilla, siendo desde entonces un símbolo del evento. En 2003, debido a que la World Wrestling Federation cambió de nombre a la World Wrestling Entertainment, el PPV pasó a llamarse WWE Backlash. Además, debido a la implantación de marcas, cada PPV sería exclusivo de cada marca, siendo las ediciones de 2004 a 2006 exclusivas de la marca Raw. Además, la edición de 2004 se celebró en Edmonton, Alberta, Canadá, siendo la primera vez que el evento se celebró fuera de los Estados Unidos. En 2007, se anunció que todos los eventos PPV serían disputados por las tres marcas de la empresa, siendo este el primer PPV menor que acogió a Raw, SmackDown y ECW. Finalmente, en 2010, Backlash fue sustituido por la línea de PPV Extreme Rules.

## Ediciones

### 1999
Backlash: In Your House tuvo lugar el 25 de abril de 1999 desde el Providence Civic Center en Providence, Rhode Island. Fue la primera edición del evento, y el último evento realizado bajo el formato In Your House. Contó con 12 combates en total, de los cuales cuatro fueron grabados para el programa Sunday Night HEAT. Las luchas principales fueron "Stone Cold" Steve Austin contra The Rock por el Campeonato de la WWF, The Undertaker vs Ken Shamrock, y The Ministry of Darkness (Bradshaw, Faarooq & Mideon) enfrentado a The Brood (Edge, Christian & Gangrel).

#### Antecedentes
El feudo principal se construyó alrededor del Campeonato de la WWF, el cual "Stone Cold" Steve Austin obtuvo derrotando a The Rock en WrestleMania XV. Un día después, en Raw is War, Austin reclamó el regreso de su réplica personalizada del campeonato, el cinturón Smoking Skull, el cual había perdido en In Your House 24: Breakdown por interferencia de Vince McMahon. En vez de oponerse a ello como solía hacerlo, Vince McMahon accedió a la petición de Austin después de que The Undertaker amenazara a la familia de McMahon. Shane McMahon no estuvo de acuerdo con la decisión de su padre; robó el cinturón Smoking Skull y se lo entregó a The Rock, quien formaba parte del stable heel The Corporation. Shane luego expulsó a Vince de The Corporation, mientras Austin y Rock continuaron su feudo sobre la réplica personalizada del campeonato. Esto culminó en una lucha entre ambos, en la cual Rock lanzó a Austin y al campeonato desde un puente hacia un río en Detroit, lo que aludió a cuando en 1997 Austin lanzó el Campeonato Intercontinental de Rock al río Oyster. The Rock realizó un funeral de burla de Austin, y reveló que aún poseía el cinturón Smoking Skull; Austin irrumpió el funeral con un camión monstruo, junto con la limusina y el coche fúnebre de Rock. Durante el Sunday Night Heat previo al evento, Shane anunció que la lucha entre Rock y Austin sería sin descalificación y que él sería el árbitro especial.
The Undertaker, mientras tanto, se transformó en el líder de un grupo cultista satánico llamado The Ministry of Darkness. A principio de año, desarrolló una obsesión por Stephanie McMahon, la cual llevó a una lucha Hell in a Cell en WrestleMania XV, donde Undertaker derrotó a The Big Boss Man y luego lo colgó desde el techo de la celda. The Undertaker se volvió más agresivo en sus acciones, ofreciendo «sacrificios» que le permitieran acercarse a Stephanie. Una de las mujeres sacrificadas, mediante crucificción, fue Ryan Shamrock, hermana del luchador Ken Shamrock. Para cobrar revancha de aquello se pactó un combate entre Shamrock y The Undertaker, donde el primero prometió romperle una pierna al segundo.
La obsesión de The Undertaker por Stephanie llevó a que se pactara otro combate para este evento. Durante abril, The Undertaker secuestró exitosamente a Stephanie, sin embargo Shamrock decidió rescatarla, atacando a varios miembros de The Ministry of Darkness. Finalmente, Christian reveló la ubicación de Stephanie, lo que obligó a The Undertaker a castigarlo y crucificarlo. Mientras Christian fue parte de The Ministry, formó junto a Edge y Gangrel un subgrupo llamado The Brood, quienes eligieron defender a Christian y abandonar a The Ministry. Esta situación forzó a los seguidores de The Undertaker a enfrentarse a The Brood.

#### Resultados
En paréntesis se indica el tiempo de cada combate:
- Sunday Night HEAT Match: Val Venis & Nicole Bass derrotaron a D'Lo Brown & Ivory (1:43)
  - Bass cubrió a Ivory tras una «Chokeslam».
- Sunday Night HEAT Match: The Pierced Pals (Droz & Prince Albert) derrotaron a Too Much (Brian Christopher & Scott Taylor) (1:09)
  - Albert cubrió a Taylor después de un «Baldo Bomb».
  - Tras el combate, Droz y Albert atacaron a Too Much hasta que The Ministry of Darkness irrumpió para atacarles también.
- Sunday Night HEAT Match: Kane derrotó a The Big Boss Man (con Test) (2:45)
  - Kane cubrió a Big Boss Man después de una «Chokeslam».
  - Durante la lucha, Test golpeó accidentalmente a Big Boss Man.
- Sunday Night HEAT Match: Viscera derrotó a Test (2:09)
  - Viscera cubrió a Test después de un «Sitout Belly to Back Piledriver».
  - Durante la lucha, Big Boss Man atacó a Test con una tonfa.
- The Ministry of Darkness (Bradshaw, Faarooq & Mideon) derrotaron a The Brood (Edge, Christian & Gangrel) (11:38)
  - Bradshaw cubrió a Christian después de un «Clothesline from Hell».
  - Durante la lucha, Viscera intervino a favor de The Ministry of Darkness.
- Al Snow (con Head) derrotó a Hardcore Holly y ganó el Campeonato Hardcore de la WWF (15:27)
  - Snow cubrió a Holly después de golpearlo con Head.
- The Godfather derrotó a Goldust (con The Blue Meanie) y retuvo el Campeonato Intercontinental de la WWF (5:21)
  - Godfather cubrió a Goldust después de un «Pimp Drop».
  - Durante el combate, Goldust intentó cegar con harina a Godfather, pero fue cegado por este y atacó erróneamente a Blue Meanie.
- The New Age Outlaws (Road Dogg & Billy Gunn) derrotaron a Jeff Jarrett & Owen Hart (con Debra) (10:33)
  - Road Dogg cubrió a Hart después de un «Fame-Ass-er» de Gunn.
- Mankind derrotó a The Big Show en un Boiler Room Brawl (7:40)
  - Mankind ganó después de salir de la sala de calderas.
  - Después de la lucha Big Show salvó a Mankind de un ataque de Test y Big Boss Man.
- Triple H (con Chyna) derrotó a X-Pac (19:19)
  - Triple H cubrió a X-Pac después de un «Pedigree».
  - Durante la lucha, Chyna intervino a favor de Triple H y Kane a favor de X-Pac.
- The Undertaker (con Paul Bearer) derrotó a Ken Shamrock (18:50)
  - The Undertaker cubrió a Shamrock después de invertir un "body slam" en un «Tombstone Piledriver».
  - Durante la lucha, Bradshaw intervino a favor de Undertaker.
  - Después de la lucha, Bradshaw atacó a Shamrock con un bate de béisbol.
- "Stone Cold" Steve Austin derrotó a The Rock (con Shane McMahon como árbitro especial) y retuvo el Campeonato de la WWF (17:07)
  - Austin cubrió a The Rock después de un «Stone Cold Stunner» y un golpe con el cinturón.
  - Durante la lucha, Vince McMahon atacó a Shane con el cinturón Smoking Skull del Campeonato de la WWF.
  - Después de la lucha, Vince le entregó el cinturón Smoking Skull del Campeonato de la WWF a Austin.
  - Después de la lucha, The Undertaker aprovechó la distracción de Vince para secuestrar a Stephanie McMahon en su limosina.

### 2000
Backlash 2000 tuvo lugar el 30 de abril de 2000 desde el MCI Center en Washington D. C.

#### Antecedentes
Luego de que Vince McMahon traicionara a The Rock en WrestleMania 2000, Vince unió fuerzas con Triple H, sus hijos Stephanie y Shane y D-Generation X para formar la nueva Facción McMahon-Helmsley. Los propósitos de este nuevo stable era mantener a Triple H como Campeón de la WWF y a Stephanie como Campeona Femenina de WWF, a través de distintas maneras de conseguir las victorias de manera sucia en los combates titulares. En el Raw posterior a WrestleMania, The Rock ganó la oportunidad de ser el retador al título de Triple H en Backlash, pero la Facción estipuló la pelea para que tanto Vince McMahon como Stephanie McMahon estén en el esquinero de Triple H y Shane McMahon sea el árbitro especial del combate. 
Además de The Rock, el árbitro Earl Hebner también se opuso a ser mandado por la Facción, quien comenzó a tener una rivalidad con Triple H, haciéndole perder el título frente a Chris Jericho tras un conteo rápido por parte de Hebner. Después de que Mike Chioda reconozca que Hebner realizó un conteo rápido, Triple H volvió a ser el campeón y despidió a Hebner. Más tarde esa noche, la directora ejecutiva Linda McMahon, la única miembro de la familia McMahon que no era parte de la Facción, anunció que debido a que The Rock era "superado en números" en Backlash, "Stone Cold" Steve Austin, quien no aparecía desde Survivor Series 1999, haría su regreso para acompañar a The Rock. En el episodio final de SmackDown! antes de Backlash, Austin hizo su aparición luego de 6 meses, dejando caer una barra de concreto sobre el autobús "DX Express", haciendo que explotara.

#### Resultados
En paréntesis se indica el tiempo de cada combate:
- Edge & Christian derrotaron a D-Generation X (X-Pac & Road Dogg) (con Tori) y retuvieron el Campeonato por Parejas de la WWF (9:23)
  - Christian cubrió a X-Pac después de golpearlo con la campana.
  - Debra fue la anunciadora invitada.
- Dean Malenko derrotó a Scotty 2 Hotty y retuvo el Campeonato Peso Ligero de la WWF (12:59)
  - Malenko cubrió a Scotty después de un "Super DDT".
- The Big Boss Man y Bull Buchanan derrotaron a APA (Faarooq y Bradshaw) (7:41)
  - Buchanan cubrió a Bradshaw después de un "Scissors Kick" desde la tercera cuerda.
- Crash Holly derrotó a Matt Hardy, Jeff Hardy, Hardcore Holly, Perry Saturn y Tazz y retuvo el Campeonato Hardcore de la WWF (12:20)
  - Crash cubrió a Tazz después de que Saturn lo golpeara con letrero de tránsito.
  - Crash pudo haber cubierto a cualquier oponente para retener, pero los cinco oponentes tenían que cubrirlo a él para ganar el campeonato.
- The Big Show derrotó a Kurt Angle (2:57)
  - Big Show cubrió a Angle después de un "Chokeslam".
- Test y Albert (con Trish Stratus) derrotaron a The Dudley Boyz (Bubba Ray y D-Von) (11:04)
  - Test cubrió a Bubba Ray después de un "Big Boot".
  - Después de la lucha, Bubba Ray atravesó una mesa con el cuerpo de Stratus.
- Eddie Guerrero (con Chyna) derrotó a Essa Rios (con Lita) y retuvo el Campeonato Europeo de la WWF (8:43)
  - Guerrero cubrió a Rios después de un "Neckbreaker".
- El Campeón Intercontinental Chris Benoit derrotó a Chris Jericho por descalificación (15:08)
  - Jericho fue descalificado luego de que el árbitro Tim White insinuara que Jericho usó el título para protegerse del Diving Headbutt de Benoit
  - Como resultado, Benoit retuvo el título.
  - Después de la lucha combate, Jericho le aplicó The Walls of Jericho a White.
- The Rock derrotó a Triple H (acompañado por Mr. McMahon y Stephanie McMahon) (con Shane McMahon como árbitro especial) y ganó el Campeonato de la WWF (19:24)
  - The Rock cubrió a Triple H después de un "People's Elbow".
  - Durante la lucha, Stone Cold Steve Austin hizo su regreso a la WWE, para ayudar a The Rock, atacando con una silla a los McMahon y a Triple H.
  - Linda McMahon también intervino para ayudar a The Rock, atacando a Stephanie y contratando nuevamente al árbitro Earl Hebner, quien había sido despedido por Triple H y Stephanie.

### 2001
Backlash 2001 tuvo lugar el 29 de abril de 2001 desde el Allstate Arena en Rosemont, Illinois. El tema del evento fue "Frenzy".

#### Resultados
En paréntesis se indica el tiempo de cada combate:
- Sunday Night HEAT: Jerry Lynn derrotó a Crash Holly ganando el Campeonato Peso Ligero de la WWF (3:37)
  - Lynn cubrió a Crash con un "Inside Cradle".
- Sunday Night HEAT: Lita derrotó a Molly Holly (2:40)
  - Lita cubrió a Molly después de un "Litasault".
- X-Factor (X-Pac, Justin Credible & Albert) derrotaron a The Dudley Boyz (Bubba Ray, D-Von & Spike) (7:59)
  - X-Pac cubrió a Bubba Ray después de un "X Marks the Spot".
  - Después de la lucha, The Dudley Boyz atacaron a X-Factor y le aplicaron un "3-D" a X-Pac sobre una mesa.
- Rhyno derrotó a Raven reteniendo el Campeonato Hardcore de la WWF (8:10)
  - Rhyno cubrió a Raven después de un "Gore".
- William Regal derrotó a Chris Jericho en un Duchess of Queensbury Rules Match (12:11)
  - Regal cubrió a Jericho después de un silletazo.
- Chris Benoit derrotó a Kurt Angle en un 30-minute Ultimate Submission Match (31:31)
  - Benoit ganó 4-3, tras un periodo de muerte súbita.
  - Angle forzó a Benoit a rendirse con un "Leglock". (1-0)
  - Benoit forzó a Angle a rendirse con un "Cross Armbar". (1-1)
  - Angle forzó a Benoit a rendirse con un "Ankle Lock". (2-1)
  - Angle forzó a Benoit a rendirse con un "Crippler Crossface". (3-1)
  - Benoit forzó a Angle a rendirse con un "Single leg Boston Crab". (3-2)
  - Benoit forzó a Angle a rendirse con un "Ankle Lock". (3-3)
  - Benoit forzó a Angle a rendirse con un "Crippler Crossface". (4-3)
- Shane McMahon derrotó a The Big Show en un Last Man Standing Match (11:53)
  - McMahon ganó después de un "Diving Elbow Drop" desde el Titantron contra Show, quien estaba sobre una mesa.
  - Durante la lucha, Vince McMahon intervino ayudando a The Big Show y Test ayudando a Shane.
- Matt Hardy derrotó a Christian y Eddie Guerrero reteniendo el Campeonato Europeo de la WWF (6:52)
  - Matt cubrió a Christian después de un "Twist of Fate".
  - Durante la lucha, Edge acudió a ayudar a Christian y Jeff Hardy acudió a ayudar a Matt.
- The Two Man Power Trip (El Campeón de la WWF Stone Cold Steve Austin y el Campeón Intercontinental Triple H) derrotaron a los Campeones en Pareja de la WWF The Brothers of Destruction (The Undertaker y Kane) y ganaron el Campeonato en Parejas de la WWF (27:11)
  - Triple H cubrió a Kane después de golpearlo con el mazo.
  - Los tres campeonatos estaban en juego, los ganadores se llevaban todos los campeonatos.

### 2002
Backlash 2002 tuvo lugar el 21 de abril de 2002 desde el Kemper Arena en Kansas City, Misuri.El Lema Oficial del Evento es "One Man's Journey to Stand Alone" "El viaje de un hombre para estar solo" El tema oficial del evento fue "Young Grow Old" de Creed.

#### Resultados
En paréntesis se indica el tiempo de cada combate:
- Sunday Night HEAT match: The Big Show derrotó a Justin Credible & Steven Richards (2:11)
  - Big Show cubrió a Credible y Richards después de un "Chokeslam" simultáneamente a ambos.
- Tajiri (con Torrie Wilson) derrotó a Billy Kidman ganando el Campeonato Peso Crucero de la WWF (9:08)
  - Tajiri cubrió a Kidman después de una "Red Mist" mientras Kidman trato de aplicarle una "BK Bomb".
- Scott Hall (con X-Pac) derrotó a Bradshaw (con Faarooq) (5:43)
  - Hall cubrió a Bradshaw después de un "Low Blow" y un "Roll-Up".
  - Durante la lucha, X-Pac intervino a favor de Hall mientras Faarooq intervino a favor de Bradshaw.
- Jazz derrotó a Trish Stratus reteniendo el Campeonato Femenino de la WWF (4:29)
  - Jazz forzó a Stratus a rendirse con una "STF".
  - Antes de que Jazz entrara, Molly Holly atacó a Stratus.
- Brock Lesnar (con Paul Heyman) derrotó a Jeff Hardy (5:32)
  - El árbitro paró el combate cuando Hardy colapsó después de 3 "Powerbombs" consecutivos por parte de Lesnar.
- Kurt Angle derrotó a Edge (13:25)
  - Angle cubrió a Edge después de un Angle Slam.
- Eddie Guerrero derrotó a Rob Van Dam ganando el Campeonato Intercontinental de la WWF (11:43)
  - Guerrero cubrió a Van Dam después de un neckbreaker sobre el título y una Frog Splash.
- The Undertaker derrotó a Steve Austin (con Ric Flair como árbitro especial), ganando una oportunidad por el Campeonato Indiscutido de la WWF (27:03)
  - Undertaker cubrió a Austin después de un Big Boot mientras Austin sostenia una silla metálica
  - Después de la Lucha Stone Cold le Aplicó un "Stunner" a Undertaker
  - Durante la cuenta de tres Austin tenía la pierna derecha en la cuerda pero Ric no lo vio.
- Billy & Chuck (con Rico) derrotaron a Maven & Al Snow reteniendo el Campeonato en Parejas de la WWF (5:58)
  - Billy cubrió a Maven después de una "Superkick" de Chuck.
  - Durante la lucha, Rico intervino a favor de Chuck y Billy.
- Hollywood Hulk Hogan derrotó a Triple H ganando el Campeonato Indiscutido de la WWF (22:04)
  - Hogan cubrió a Triple H después de un golpe con una silla de Undertaker y un Atomic Leg Drop.
  - Durante la lucha, Undertaker y Chris Jericho intervinieron en contra de ambos.

### 2003
Backlash 2003 tuvo lugar el 27 de abril de 2003 desde el Worcester Centrum en Worcester, Massachusetts. El tema oficial fue "Remedy" de Cold.

#### Resultados
En paréntesis se indica el tiempo de cada combate:
- Sunday Night HEAT: Scott Steiner derrotó a Rico (2:27)
  - Steiner cubrió a Rico después de un "Steiner Flatliner".
- Team Angle (Shelton Benjamin & Charlie Haas) derrotó a Los Guerreros (Eddie & Chavo) reteniendo el Campeonato en Parejas de la WWE (15:03)
  - Haas cubrió a Chavo después de que Benjamin le agarrara el pie mientras Chavo trato de aplicarle un "Back Suplex" a Haas.
  - Después de la lucha, Chavo atacó a Haas y Benjamin y junto con Eddie robaron los campeonatos en parejas.
- Sean O'Haire (con Roddy Piper) derrotó a Rikishi (4:52)
  - O'Haire cubrió a Rikishi después de una "Prophecy".
  - Durante la lucha, Piper intervino a favor de O'Haire.
- Rob Van Dam & Kane derrotaron a The Dudley Boyz (Bubba Ray & D-Von) (con Chief Morley como árbitro especial) reteniendo el Campeonato Mundial en Parejas de la WWE (13:01)
  - RVD cubrió a Bubba Ray después de un "Chokeslam" de Kane y un "Five-Star Frog Splash".
  - Durante la lucha, Morley le aplicó un "Low Blow" a Kane.
  - Durante la lucha, Lance Storm intervino en contra de los Dudley.
  - Durante la lucha, los Dudley le aplicaron un "3D" a Morley.
- Jazz (con Theodore Long) derrotó a Trish Stratus ganando el Campeonato Femenino de la WWE (5:50)
  - Jazz cubrió a Stratus con un "Roll-Up", usado las cuerdas para ayudarse.
- The Big Show derrotó a Rey Mysterio (3:47)
  - Show cubrió a Mysterio después de una "Chokeslam".
  - Después de la lucha, Show atacó a Mysterio cuando se lo iban a llevar en camilla.
- Brock Lesnar derrotó a John Cena reteniendo el Campeonato de la WWE (15:14)
  - Lesnar cubrió a Cena después de un "F-5".
  - Cena logró ser el retador de este combate tras ganar un torneo.
- Triple H, Ric Flair & Chris Jericho derrotaron a Shawn Michaels, Kevin Nash & Booker T (17:51)
  - Triple H cubrió a Nash después de un golpe con el mazo.
- Goldberg derrotó a The Rock (13:03)
  - Goldberg cubrió a The Rock después de un "Jackhammer".

### 2004
Backlash 2004 tuvo lugar el 18 de abril de 2004 desde el Rexall Place en Edmonton, Alberta, Canadá. El lema del evento es "Escape the Rules" ("Quebranta las Reglas"). El tema oficial fue "Eyes Wired Shut" de Edgewater.

#### Resultados
En paréntesis se indica el tiempo de cada combate:
- Sunday Night HEAT: Val Venis derrotó a Matt Hardy (7:56)
  - Venis cubrió a Hardy después de un Money Shot.
- Shelton Benjamin derrotó Ric Flair (9:29)
  - Benjamin cubrió a Flair después de una "Flying Clothesline".
- Jonathan Coachman derrotó a Tajiri (6:25)
  - Coachman cubrió a Tajiri con un Roll-Up después de un golpe de Garrison Cade.
- Chris Jericho derrotó a Christian & Trish Stratus (11:12)
  - Jericho cubrió a Christian después de una Running Enzuigiri.
- Victoria derrotó a Lita reteniendo el Campeonato Femenino de la WWE (7:22)
  - Victoria cubrió a Lita con un Inside Cradle.
  - Después de la lucha, Gail Kim y Molly Holly atacaron a ambas.
- Randy Orton derrotó a Mick Foley en un No Holds Barred match reteniendo el Campeonato Intercontinental de la WWE (23:03)
  - Orton cubrió a Foley después de un RKO sobre un bate con alambre de púas
  - Durante la lucha, Eric Bischoff intervino para advertirle a Foley de no prenderle fuego al alambre de púas por temor a que se provoque un incendio, de lo contrario tendría que darle la victoria a Orton.
  - Evolution tenía prohibido intervenir en la lucha.
  - Después de la lucha, Evolution celebró con Orton.
- Rosey & The Hurricane derrotaron a La Résistance (Robért Conway & Sylvain Grenier) (5:02)
  - Hurricane cubrió a Conway después de un "Eye of the Hurricane".
  - Durante la lucha, Eugene intervino distrayendo (de manera no intencional) a La Resistance.
  - Después de la lucha, William Regal recogió a Eugene y se lo llevó de la arena.
- Edge derrotó a Kane (6:25)
  - Edge cubrió a Kane después de un golpe con un yeso y una Spear.
- Chris Benoit derrotó a Shawn Michaels y Triple H reteniendo el Campeonato Mundial Peso Pesado de la WWE (30:08)
  - Benoit forzó a Michaels a rendirse con un Sharpshooter.
  - Después de la lucha la familia de Benoit Celebró junto a él en el Ring

### 2005
Backlash 2005 tuvo lugar el 1 de mayo de 2005 desde el "Verizon Wireless Arena" en Mánchester, Nuevo Hampshire. El tema oficial del evento fue "Stronger" de Trust Company.

#### Resultados
En paréntesis se indica el tiempo de cada combate:
- Sunday Night HEAT: Tyson Tomko derrotó a Val Venis (5:40)
  - Tomko cubrió a Venis después de un "Big Boot".
- Shelton Benjamin derrotó a Chris Jericho reteniendo el Campeonato Intercontinental de la WWE (14:30)
  - Benjamin cubrió a Jericho después de revertir la "Walls of Jericho" en un "Roll-Up".
- Rosey & The Hurricane ganaron un Tag Team Turnoil ganando el Campeonato Mundial en Parejas (13:43)
  - Tajiri & William Regal (c) derrotaron a The Heart Throbs (Antonio & Romeo) cuando Tajiri cubrió a Antonio con un "Roll-Up". (3:10)
  - Tajiri & William Regal derrotaron a Simon Dean & Maven cuando Regal cubrió a Dean después de un "Knee Trembler". (5:54)
  - La Résistance (Robért Conway & Sylvain Grenier) derrotó a Tajiri & William Regal cuando Conway cubrió a Regal con un "Roll-Up". (9:16)
  - The Hurricane & Rosey derrotaron a La Résistance cuando Hurricane cubrió a Conway después de un "Super Hero Splash". (13:43)
  - Este fue el último combate de Maven en un PPV de WWE.
- Edge derrotó a Chris Benoit en un Last Man Standing Match. (18:47)
  - Benoit no pudo levantarse antes del conteo de 10 después de ser golpeado con un ladrillo por Edge.
  - El maletín Money in the Bank de Edge no estuvo en juego.
- Kane (con Lita) derrotó a Viscera (con Trish Stratus) (6:09)
  - Kane cubrió a Viscera después de un "Chokeslam" luego de una intervención de Lita.
  - Después de la lucha, Stratus insultó a Viscera y debido a eso, este último la atacó, cambiando a face.
- Hulk Hogan & Shawn Michaels derrotaron a Muhammad Hassan & Daivari (15:05)
  - Hogan cubrió a Daivari después de una "Sweet Chin Music" de Michaels.
- Batista derrotó a Triple H (con Ric Flair) reteniendo el Campeonato Mundial Peso Pesado (16:26)
  - Batista cubrió a Triple H después de un "Batista Bomb".
  - Después de la lucha, Triple H aplicó un "Pedigree" al árbitro.

### 2006
Backlash 2006 tuvo lugar el 30 de abril de 2006 desde el Rupp Arena en Lexington, Kentucky. La canción oficial fue "Baby Hates Me" de Danko Jones.

#### Resultados
En paréntesis se indica el tiempo de cada combate:
- HEAT: Goldust derrotó a Rob Conway (3:38)
  - Goldust cubrió a Conway después de una "Running Powerslam".
- Carlito derrotó a Chris Masters (9:53)
  - Carlito cubrió a Masters después de un "Backcracker" usando las cuerdas como apoyo.
- Umaga (con Armando Alejandro Estrada) derrotó a Ric Flair (3:29)
  - Umaga cubrió a Flair después de un "Samoan Spike".
- Trish Stratus derrotó a la Campeona Femenina de la WWE Mickie James por descalificación (4:03)
  - Mickie fue descalificada por intentar asfixiarla.
  - Como consecuencia, James retuvo el Campeonato Femenino de la WWE.
  - Trish se dislocó el hombro derecho cuando Mickie la empujó desde el esquinero, cayendo de lleno sobre su brazo causándole la lesión.
- Rob Van Dam derrotó a Shelton Benjamin reteniendo su contrato del Money in the Bank y ganando el Campeonato Intercontinental (18:42)
  - RVD cubrió a Benjamin después de un "Five-Star Frog Splash".
- The Big Show y Kane lucharon hasta acabar sin resultado (9:30)
  - La lucha terminó cuando las luces se volvieron rojas y por los altavoces empezó a sonar "19 de Mayo" (Fecha tabú para Kane). Big Show golpeó a Kane con una silla con la excusa de que quería librar a Kane de ese sufrimiento.
- Vince McMahon & Shane McMahon derrotaron a Shawn Michaels & Dios en un No Holds Barred match (19:57)
  - Vince cubrió a Michaels después de que Spirit Squad realizará a Michaels un "High Spirits" sobre una mesa.
- John Cena derrotó a Triple H y Edge (con Lita)  reteniendo el Campeonato de la WWE (17:33)
  - Cena cubrió a Triple H después revertir un "Pedigree" en un "Jackknife Roll-Up".
  - Durante la lucha, Lita intervino a favor de Edge pero recibió un "Spinebuster" de Triple H cuando intento atacarlo con una silla.
  - Después de la lucha, Triple H atacó a Cena, a Edge y al árbitro con un mazo.

### 2007
Backlash 2007 tuvo lugar el 29 de abril de 2007 desde el Philips Arena en Atlanta, Georgia. La canción oficial fue "There and Back Again" por Daughtry.

#### Resultados
En paréntesis se indica el tiempo de cada combate:
- Dark Match: Carlito derrotó a Johnny Nitro
  - Carlito cubrió a Nitro después de un "Backcraker".
- The Hardys (Matt & Jeff) derrotaron a Lance Cade & Trevor Murdoch reteniendo el Campeonato Mundial en Parejas de la WWE (15:17)
  - Matt cubrió a Murdoch después de un "Swanton Bomb" de Jeff.
- Melina derrotó a Mickie James reteniendo el Campeonato Femenino de la WWE (9:01)
  - Melina cubrió a Mickie después de un "Inverted DDT"
- Chris Benoit derrotó a Montel Vontavious Porter reteniendo el Campeonato de los Estados Unidos de la WWE (13:10)
  - Benoit cubrió a MVP con un "Inside Cradle".
- Umaga, Shane McMahon & Vince McMahon derrotaron al Campeón Mundial de la ECW Bobby Lashley en un Handicap Match (15:45)
  - Vince cubrió a Lashley después de un "Samoan Splash" de Umaga.
  - Como resultado, Vince ganó el Campeonato Mundial de la ECW.
  - Sí Umaga, Shane y Vince ganaban Vince ganaría el campeonato.
- El Campeón Mundial Peso Pesado Undertaker y Batista terminaron en un empate en un Last Man Standing Match (20:23)
  - Batista aplicó una "Spear" al Undertaker al vacío de la entrada del PPV, cayendo ambos sobre los aparatos eléctricos. Como consecuencia ninguno de los dos se pudo levantar antes de la cuenta de 10.
  - Como resultado, Undertaker retuvo el campeonato.
- John Cena derrotó a Edge, Randy Orton y Shawn Michaels reteniendo el Campeonato de la WWE (19:21)
  - Cena cubrió a Orton, tras caer sobre él por una "Sweet Chin Music" de Michaels, después de que Orton recibiera un "Spear" de Edge y luego el propio Edge, recibió un F-U de parte de Cena.

### 2008
Backlash 2008 tuvo lugar el 27 de abril de 2008 desde el 1st Mariner Arena en Baltimore, Maryland. El Tema oficial fue "All Summer Long" de Kid Rock.

#### Resultados
En paréntesis se indica el tiempo de cada combate:
- Dark Match: John Morrison & The Miz derrotaron a Shannon Moore & Jimmy Wang Yang. (12:22)
  - Morrison cubrió a Moore
- Matt Hardy derrotó a Montel Vontavious Porter ganando el Campeonato de los Estados Unidos (11:30)
  - Matt cubrió a MVP después de un "Twist of Fate".
- Kane derrotó a Chavo Guerrero (con Bam Neely) reteniendo el Campeonato de la ECW (8:50)
  - Kane cubrió a Chavo después de una "Chokeslam".
- The Big Show derrotó a The Great Khali (8:04)
  - Big Show cubrió a Khali después de una "Chokeslam".
- Shawn Michaels derrotó a Batista (con Chris Jericho como árbitro especial) (16:00)
  - Michaels cubrió a Batista después de una "Sweet Chin Music" tras fingir una lesión en la rodilla.
- Beth Phoenix, Melina, Jillian, Layla, Victoria & Natalya derrotaron a Mickie James, Maria, Ashley, Michelle McCool, Cherry & Kelly Kelly (09:31) 
  - Beth cubrió a Ashley después de un "Fisherman Suplex".
  - Este fue el último PPV de Ashley en WWE.
- The Undertaker derrotó a Edge reteniendo el Campeonato Mundial Peso Pesado (18:23)
  - Undertaker forzó a Edge a rendirse con un "Hell's Gate".
  - El Campeonato Mundial Peso Pesado quedó vacante la siguiente semana de SmackDown! por Vickie Guerrero debido a que la "Hell's Gate" estaba prohibida en la lucha.
  - Durante la lucha, Zack Ryder intento intervenir a favor de Edge pero Undertaker lo atacó.
  - Después de la lucha, Edge fue llevado en camilla.
- Triple H derrotó a Randy Orton (c), John "Bradshaw" Layfield y John Cena en una Fatal 4-Way Elimination Match ganando el Campeonato de la WWE (28:11)
  - Cena forzó a JBL a rendirse con la "STFU".(18:53)
  - Orton cubrió a Cena después de una "Running Punt Kick" cuando este le aplicaba una "STFU" a JBL.(19:02)
  - Triple H cubrió a Orton después de un "Pedigree".(28:10)

### 2009
Backlash 2009 tuvo lugar el 26 de abril de 2009 desde el Dunkin' Donuts Center en Providence, Rhode Island. El tema oficial fue "Seasons" por The Veer Union.

#### Resultados
En paréntesis se indica el tiempo de cada combate:
- Dark match: Kofi Kingston derrotó a Dolph Ziggler
  - Kingston cubrió a Ziggler después de un "Trouble in Paradise".
- Christian derrotó a Jack Swagger ganando el Campeonato de la ECW (11:00)
  - Christian cubrió a Swagger después de un "Killswitch".
- Chris Jericho derrotó a Ricky Steamboat (16:50)
  - Jericho forzó a Steamboat a rendirse con un "Walls of Jericho".
- Kane derrotó a CM Punk (09:24)
  - Kane cubrió a Punk después de un "Chokeslam".
  - El maletín Money in the Bank de Punk no estuvo en juego.
- Jeff Hardy derrotó a Matt Hardy en un I Quit Match (19:08).
  - Jeff ganó después de que Matt se rindiera cuando Jeff ató a Matt a una mesa y este último le recordará a su difunta madre y la salud de su padre.
  - Después de la pelea, Jeff se lanzó sobre Matt desde lo alto de una escalera.
- Santina Marella (c) derrotó a Beth Phoenix (con Rosa Mendes) y retuvo la corona de Miss WrestleMania (00:04).
  - Santina cubrió a Beth después de que The Great Khali la golpeara.
  - Después de la pelea, Khali trató de besar a Santina pero ella escapó y terminó con el pecho descubierto.
- The Legacy (Randy Orton, Cody Rhodes & Ted DiBiase) derrotaron a Triple H (c), Batista & Shane McMahon ganando el Campeonato de la WWE (22:50).
  - Orton cubrió a Triple H tras un "RKO" seguido de un "Running Punt kick".
  - Si el equipo de Triple H ganaba, este retendría su título y si The Legacy se hacía con la victoria, Orton ganaría el título.
- Edge derrotó a John Cena en un Last Man Standing Match ganando el Campeonato Mundial Peso Pesado (28:24).
  - Edge ganó después de que Cena no pudiera levantarse antes de la cuenta de 10 del árbitro después de que The Big Show interfiriera aplicando una "Chokeslam" a Cena sobre un reflector gigante.
  - Después de la lucha, Cena tuvo que ser sacado en camilla.

### 2016
Backlash 2016 tuvo lugar el 11 de septiembre de 2016 desde el Richmond Coliseum en Richmond, Virginia, exclusivo de la marca SmackDown Live. El tema oficial del evento fue "Stronger" de Through Fire. Esta edición fue la decimosegunda versión del evento, y la primera en realizarse desde 2009. Además, fue el primer evento exclusivo de una marca tras la división de marcas realizada en 2016. El evento contó con siete combates en cartelera y uno en el kickoff, siendo AJ Styles vs. Dean Ambrose por el Campeonato Mundial de la WWE, el Six Pack Challenge Elimination Match por el Campeonato Femenino de SmackDown más la final por el Campeonato en Parejas de SmackDown y The Miz en contra de Dolph Ziggler por el Campeonato Intercontinental entre las más destacadas.

#### Antecedentes
El 19 de julio en SmackDown Live se realizó una edición del draft debido a la nueva extensión de marcas. El Campeón Mundial de la WWE Dean Ambrose fue escogido por la autoridad de la marca azul, declarando exclusivo el campeonato para el programa tras ser defendido exitosamente por el campeón en Battleground. En SummerSlam, Dean Ambrose retuvo el Campeonato Mundial de la WWE después de derrotar a Dolph Ziggler, mientras que AJ Styles derrotó a John Cena. Dos días después el 23 de agosto en SmackDown Live, Styles se burló de Ziggler por perder, lo que llevó al gerente general de la marca Daniel Bryan a pactar un combate entre Styles y Ziggler, en donde si ganaba Ziggler, este sería añadido al combate por el título entre el campeón Ambrose contra Styles. Styles derrotó a Ziggler, lo que definió un combate individual entre Dean Ambrose y AJ Styles por el Campeonato Mundial de la WWE en Backlash.
Luego del Draft 2016, la autoridad de SmackDown Live buscaría la forma de competir de igual a igual con su marca competidora Raw. Para ello, se igualaron las mismas cantidades de campeonatos por marca, por lo que Shane McMahon y Daniel Bryan presentaron el 23 de agosto el Campeonato en Parejas de SmackDown y el Campeonato Femenino de SmackDown. Para el Campeonato Femenino se pactó una lucha para Backlash entre las luchadoras Alexa Bliss, Becky Lynch, Carmella, Naomi, Natalya y Nikki Bella, el cual se realizaría en un combate de eliminación. Por otro lado, se pactó un torneo para definir a los primeros Campeones en Parejas de SmackDown, convocando a luchadores de la división en parejas, el cual incluyó la participación especial de The Headbangers.
En SummerSlam, Dolph Ziggler perdió su oportunidad de convertirse en Campeón Mundial de la WWE ante Dean Ambrose. El 23 de agosto en el programa Talking Smack, The Miz criticó al Gerente General Daniel Bryan por su retiro de la lucha libre profesional por haberlo llamado «cobarde» (worked shoot). El 30 de agosto en SmackDown Live, The Miz se acercó al ring y realizó un segmento en el que declaró no ser un cobarde, y que para ello lo demostraría dándole a su Campeonato Intercontinental la relevancia que merece. Ziggler interrumpió a The Miz para retarle por su título, llamándole un cobarde en caso de no aceptar su reto. Esa misma noche, Daniel Bryan pactó una lucha por el Campeonato Intercontinental de The Miz ante Ziggler en el evento Backlash.

#### Resultados
En paréntesis se indica el tiempo de cada combate:
- Kick-Off: Baron Corbin derrotó a Apollo Crews (9:55).[18]
  - Corbin cubrió a Crews después de un «End of Days».
- Becky Lynch derrotó a Alexa Bliss, Carmella, Naomi, Natalya y Nikki Bella en un Six Pack Challenge Elimination Match y ganó el Campeonato Femenino de SmackDown (14:21).[18][19]
  - Naomi cubrió a Bliss después de una combinación de «Diving neckbreaker» y «Powerbomb» con Natalya (9:38).
  - Natalya forzó a Naomi a rendirse con un «Sharpshooter» (10:52).
  - Nikki cubrió a Natalya después de un «Rack Attack 2.0» (12:00).
  - Carmella cubrió a Nikki con un «Roll-up» (12:08).
  - Lynch forzó a Carmella a rendirse con un «Dis-arm-her» (14:21).
- The Usos (Jey Uso & Jimmy Uso) derrotaron a The Hype Bros (Zack Ryder & Mojo Rawley) (10:11).[18][20]
  - Jimmy forzó a Ryder a rendirse con un «Tequila Sunrise».
  - Como consecuencia, The Usos avanzaron a la final del torneo por el Campeonato en Parejas de SmackDown.
- The Miz (con Maryse) derrotó a Dolph Ziggler y retuvo el Campeonato Intercontinental (18:22).[18][21]
  - The Miz cubrió a Ziggler después de un «Skull Crushing Finale».
  - Durante la lucha, Maryse interfirió a favor de The Miz echándole gas pimienta en los ojos a Ziggler.
- Bray Wyatt derrotó a Randy Orton por abandono.[22]
  - Orton no se pudo presentar a la lucha debido a un ataque previo de parte de Wyatt (kayfabe).
- Kane derrotó a Bray Wyatt en un No Holds Barred Match (10:55).[18]
  - Kane cubrió a Wyatt después de un «Chokeslam».
  - Durante la lucha, Orton interfirió atacando a Wyatt con un «RKO».
  - Esta lucha fue pactada por Daniel Bryan luego del abandono de Orton.
- Heath Slater & Rhyno derrotaron a The Usos (Jey Uso & Jimmy Uso) y ganaron el Campeonato en Parejas de SmackDown (10:02).[18][20]
  - Slater cubrió a Jimmy después de un «Gore» de Rhyno.
  - Esta fue la final de un torneo para determinar a los campeones inaugurales.
  - Originalmente, American Alpha habían avanzado a la final, pero fueron remplazados por una lesión de Gable.
  - Como resultado, Slater ganó un contrato con SmackDown Live.
- AJ Styles derrotó a Dean Ambrose y ganó el Campeonato Mundial de la WWE (24:57).[18][23]
  - Styles cubrió a Ambrose después de un «Low Blow» y un «Styles Clash».

### 2017
Backlash 2017 tuvo lugar el 21 de mayo de 2017 desde el Allstate Arena en Rosemont, Illinois. El tema oficial del evento fue "Highway" de Bleeker. El evento contó con siete combates en cartelera y uno en el kickoff, siendo Randy Orton contra Jinder Mahal por el Campeonato de la WWE, Kevin Owens contra AJ Styles por el Campeonato de los Estados Unidos, y el debut de Shinsuke Nakamura en una lucha contra Dolph Ziggler los más destacados.

#### Antecedentes
En WrestleMania 33, Randy Orton derrotó a Bray Wyatt para ganar su noveno Campeonato de la WWE. En el Superstar Shake-up, Wyatt fue enviado a la marca Raw, dejando a Orton sin retador al campeonato. En el episodio del 18 de abril de SmackDown Live, Jinder Mahal, quien había sido transferido desde Raw, derrotó a Dolph Ziggler, Mojo Rawley, Erick Rowan, Luke Harper y Sami Zayn, este último quien también había sido transferido desde Raw, tras recibir la ayuda de The Singh Brothers (Sunil & Samir Singh) de NXT, quienes hicieron su debut en SmackDown Live, para convertirse en el retador número uno por el Campeonato de la WWE en Backlash.
En WrestleMania 33, Kevin Owens derrotó a Chris Jericho para ganar su primer Campeonato de los Estados Unidos. En el post-WrestleMania Raw, Jericho se le concedió una revancha por el título en el evento Payback de Raw, pero a la semana siguiente, Owens fue transferido a la marca SmackDown Live como resultado del Superstar Shake-up. El gerente general de SmackDown Live, Daniel Bryan, decidió que si Jericho ganaba el título en Payback, también sería transferido a SmackDown Live. También en el episodio del 11 de abril de SmackDown Live, AJ Styles derrotó a Sami Zayn y Baron Corbin para ganar una oportunidad por el Campeonato de los Estados Unidos en Backlash. Después de que Styles derrotó a Corbin en el episodio del 25 de abril, Owens atacó a Styles. En Payback el 30 de abril, Jericho derrotó a Owens para ganar el Campeonato de los Estados Unidos, transfiriendo así a Jericho a SmackDown Live. En el siguiente episodio de SmackDown Live, sin embargo, Owens derrotó a Jericho para recuperar el título, convirtiéndolo en el campeón defensor contra Styles en Backlash.
En el episodio del 4 de abril de SmackDown Live, Shinsuke Nakamura de NXT hizo su debut en el roster principal. En el siguiente episodio de SmackDown Live, Nakamura interrumpió la promo de Dolph Ziggler en el ring. Ziggler intentó un superkick en él, pero Nakamura lo contrarrestó y Ziggler huyó. En el episodio del 25 de abril, Ziggler interrumpió la entrevista en el ring de Nakamura por Renee Young. Después de que los dos intercambiaron burlas, Ziggler atacó a Nakamura, pero él contraatacó a Ziggler, quien huyó. Luego se anunció que Nakamura tendría su debut en el ring de SmackDown Live en Backlash contra un oponente desconocido. En el episodio del 2 de mayo de SmackDown Live, Ziggler criticó al comisionado Shane McMahon y al gerente general Daniel Bryan por promocionar a Nakamura para Backlash, a pesar de que aún no había tenido una lucha en un episodio de SmackDown Live. La semana siguiente, Ziggler realizó una promo promocionando sus logros antes de llamar a Nakamura. Nakamura pidió un árbitro, pero antes de que la lucha pudiera comenzar, Ziggler retrocedió y dijo que enfrentaría a Nakamura en Backlash y luego lo atacó, pero él dominó a Ziggler.

#### Resultados
En paréntesis se indica el tiempo de cada combate:
- Kick-Off: Tye Dillinger derrotó a Aiden English (8:20).[35][36]
  - Dillinger cubrió a English después de un «Tye Breaker».
- Shinsuke Nakamura derrotó a Dolph Ziggler (15:50).[37][38]
  - Nakamura cubrió a Ziggler después de una «Kinshasa».
- The Usos (Jey Uso & Jimmy Uso) derrotaron a Breezango (Tyler Breeze & Fandango) y retuvieron el Campeonato en Parejas de SmackDown (9:15).[37][39]
  - Jimmy cubrió a Fandango después de un «Samoan Kick».
- Sami Zayn derrotó a Baron Corbin (14:35).[37][40]
  - Zayn cubrió a Corbin después de un «Helluva Kick».
- The Welcoming Committee (Natalya, Tamina & Carmella) (con James Ellsworth) derrotaron a Naomi, Charlotte Flair & Becky Lynch (10:05).[37][41]
  - Natalya forzó a Lynch a rendirse con un «Sharpshooter».
- El Campeón de los Estados Unidos Kevin Owens derrotó a AJ Styles por cuenta fuera (21:10).[37][42]
  - Owens ganó después de que a Styles se le atascara su pierna en la mesa de comentaristas y no volviera al ring antes de la cuenta de diez.
  - Después de la lucha, Owens atacó a Styles.
  - Como resultado, Owens retuvo el campeonato.
- Luke Harper derrotó a Erick Rowan (9:00).[37][43]
  - Harper cubrió a Rowan después de un «Discus Clothesline».
- Jinder Mahal (con The Singh Brothers) derrotó a Randy Orton y ganó el Campeonato de la WWE (15:45).[37][44]
  - Mahal cubrió a Orton después de un «Khallas».
  - Antes de la lucha, Orton atacó a Mahal.
  - Durante la lucha, The Singh Brothers interfirieron a favor de Mahal, pero fueron atacados por Orton.

### 2018
Backlash 2018 tuvo lugar el 6 de mayo de 2018 desde el Prudential Center en Newark, Nueva Jersey. El tema oficial del evento es "Champion" de Barns Courtney.

#### Antecedentes
En WrestleMania 34, AJ Styles retuvo el Campeonato de la WWE contra Shinsuke Nakamura. Después del combate, Nakamura cambió a heel atacando a Styles con un golpe bajo. Los repetidos ataques de Nakamura llevaron a una revancha en Greatest Royal Rumble el 27 de abril, que terminó en un doble conteo fuera. Posteriormente, Styles fue programado para defender su título contra Nakamura en Backlash en un No Disqualification match.
En WrestleMania 34, Seth Rollins derrotó a The Miz y Finn Bálor para capturar el Campeonato Intercontinental. La noche siguiente en Raw, The Miz invocó su cláusula de revancha por el campeonato para Backlash. Durante el Superstar Shake-up, The Miz fue transferido a SmackDown. Antes de Backlash, Rollins retuvo el título contra The Miz, Bálor y Samoa Joe, quien también fue transferido a SmackDown, en Greatest Royal Rumble en un Ladder match, convirtiendo a Rollins en el campeón defensor en Backlash.
En WrestleMania 34, Jinder Mahal derrotó a Randy Orton, Bobby Roode y Rusev para ganar el Campeonato de los Estados Unidos. En el siguiente episodio de SmackDown, Orton derrotó a Roode y Rusev en un para enfrentar a Mahal por el título en Backlash. Sin embargo, en la edición del 16 de abril de Raw, Mahal fue transferido a Raw durante el Superstar Shake-up y perdió el título ante Jeff Hardy, y Mahal invocó su cláusula de revancha en Greatest Royal Rumble. Hardy luego fue transferido a SmackDown la noche siguiente donde, cuando Orton estaba a punto de enfrentar a Shelton Benjamin, Hardy interrumpió su entrada y tomó su lugar en el combate. La semana siguiente, Hardy se enfrentaría a Benjamin, pero esta vez Orton interrumpió a Hardy y tomó su lugar el combate. Hardy retuvo su campeonato en Greatest Royal Rumble contra Mahal, convirtiendo a Hardy en el campeón defensor contra Orton en Backlash.
En WrestleMania 34, Brock Lesnar retuvo el Campeonato Universal de la WWE contra Roman Reigns, y luego estaba programado para defender el título contra Reigns en un Steel Cage match en Greatest Royal Rumble, que Reigns perdió. En Raw, Reigns habló sobre su combate contra Lesnar cuando Samoa Joe hizo su regreso, habiendo estado lesionado desde enero, y lo interrumpió, lo calificó como un fracaso y lo retó a un combate en Backlash, que luego fue hecho oficial.

#### Resultados
En paréntesis se indica el tiempo de cada combate:
- Kick-Off: Ruby Riott (con Liv Morgan & Sarah Logan) derrotó a Bayley (10:10).[53][54]
  - Riott cubrió a Bayley después de un «Riott Kick».
  - Durante la lucha, Morgan & Logan interfirieron a favor de Riott.
- Seth Rollins derrotó a The Miz y retuvo el Campeonato Intercontinental (20:30).[55][56]
  - Rollins cubrió a The Miz después de un «Curb Stomp».
  - Si The Miz hubiera ganado el campeonato, se lo hubiera llevado a SmackDown Live.
- Nia Jax derrotó a Alexa Bliss y retuvo el Campeonato Femenino de Raw (10:20).[55][57]
  - Jax cubrió a Bliss después de un «Samoan Drop».
  - Durante la lucha, Bliss sufrió una lesión en el hombro izquierdo.
- Jeff Hardy derrotó a Randy Orton y retuvo el Campeonato de los Estados Unidos (12:00).[55][58]
  - Jeff cubrió a Orton después de un «Swanton Bomb».
- Daniel Bryan derrotó a Big Cass (7:45).[55][59]
  - Bryan forzó a Cass a rendirse con un «Yes! Lock».
  - Después de la lucha, Cass atacó a Bryan.
- Carmella derrotó a Charlotte Flair y retuvo el Campeonato Femenino de SmackDown (10:10).[55][60]
  - Carmella cubrió a Flair con un «Roll-up».
- El Campeón de la WWE AJ Styles y Shinsuke Nakamura terminaron sin resultado en un No Disqualification Match (21:05).[55][61]
  - La lucha terminó sin resultado después de que Styles y Nakamura no reaccionaran antes de la cuenta de diez.
  - Como resultado, Styles retuvo el campeonato.
- Bobby Lashley & Braun Strowman derrotaron a Kevin Owens & Sami Zayn (8:40).[55][62]
  - Lashley cubrió a Owens después de un «Delayed Vertical Suplex».
  - Después de la lucha, Strowman & Lashley atacaron a Owens & Zayn.
- Roman Reigns derrotó a Samoa Joe (18:10).[55][63]
  - Reigns cubrió a Joe después de un «Spear».
  - Antes de la lucha, Joe atacó a Reigns.

### 2020
Backlash 2020 tuvo lugar el 14 de junio de 2020, con todos los combates teniendo lugar en el WWE Performance Center en Orlando, Florida. Si bien la mayoría del evento se transmitió en vivo, el combate entre Edge y Randy Orton fue pregrabado el 7 de junio. Los temas oficiales del evento fueron "The Greatest Show" de Panic! At The Disco y "Oh Yeah!" de Green Day.
El evento originalmente estaba programado para llevarse a cabo en Kansas City, Misuri; sin embargo, el evento tuvo que ser trasladado debido a la pandemia de coronavirus. Al igual que otros eventos de WWE desde mediados de marzo, Backlash se trasladó al WWE Performance Center, aunque a diferencia de los shows anteriores, Backlash no se anunció hasta después del inicio de la pandemia, lo que lo hizo el primer evento pago por visión de WWE que se anunciara durante la emergencia sanitaria.

#### Antecedentes
En Royal Rumble, Edge, quien se vio obligado a retirarse en 2011 debido a una lesión en el cuello, regresó durante el combate homónimo y eliminó a su antiguo compañero de equipo de Rated-RKO, Randy Orton; Edge fue eliminado poco después. La disputa se volvió muy personal y Edge derrotó a Orton en un Last Man Standing match en WrestleMania 36. En el episodio del 11 de mayo de Raw, ambos hombres hicieron su primera aparición posterior a WrestleMania. Orton dijo que el mejor hombre ganó en WrestleMania, pero le preguntó a Edge si el mejor luchador había ganado. Al notar que los Royal Rumble match y Last Man Standing match no eran combates tradicionales, Orton retó a Edge a un combate individual tradicional en Backlash; Edge aceptó la semana siguiente. WWE luego promocionó el combate como «The Greatest Wrestling Match Ever» («El mejor combate de lucha libre de la historia)».
En el episodio del 11 de mayo de Raw, Montel Vontavious Porter (MVP) se acercó a Bobby Lashley tras bastidores y lo elogió por su victoria de esa misma noche. Sin embargo, cuestionó por qué Lashley era un mid-carder y notó que Lashley no había tenido una oportunidad por el Campeonato de la WWE desde 2007 y preguntó cuándo Lashley mostraría su verdadero yo. Lashley se alió con MVP, lo que también enfureció a la esposa de Lashley, Lana. La semana siguiente, Lashley y MVP observaron el combate del Campeón de la WWE Drew McIntyre desde el escenario. Después de ganar su combate, McIntyre declaró que quería enfrentar a Lashley, quien fue retenido por MVP. En el episodio del 25 de mayo, se confirmó que McIntyre defendería el Campeonato de la WWE contra Lashley en Backlash.
En Money in the Bank, Braun Strowman derrotó a Bray Wyatt para retener el Campeonato Universal de la WWE. En el siguiente episodio de SmackDown, Strowman hizo equipo con el Mr. Money in the Bank Otis para derrotar a John Morrison & The Miz. La semana siguiente, Morrison y The Miz criticaron a Strowman por asociarse con Otis (de quien se burlaron la semana anterior) y luego declararon que su derrota la semana anterior fue injusta. The Miz se burló de Strowman sobre su combate con Wyatt y preguntó si Wyatt había terminado con Strowman. Morrison entonces aparentemente lanzó un desafío para que The Miz enfrentara a Strowman, quien aceptó y derrotó a The Miz. Después del combate, Morrison retó a Strowman a defender el Campeonato Universal de la WWE contra él y The Miz en un Handicap match en Backlash, que se hizo oficial.
En Money in the Bank, Asuka ganó el Money in the Bank ladder match femenino. La noche siguiente en Raw, la Campeona Femenina de Raw, Becky Lynch, reveló que estaba embarazada y anunció que iría en una licencia por maternidad y que el combate Money in the Bank, en lugar de ser por un contrato que otorgaba un combate por el campeonato, fue en realidad por el título mismo, por lo que Asuka se convirtió en la nueva Campeona Femenina de Raw. En el episodio del 25 de mayo, Nia Jax, que también estaba en el combate Money in the Bank, derrotó a Charlotte Flair y Natalya para convertirse en la contendiente número uno contra Asuka por el título en Backlash.

#### Resultados
En paréntesis se indica el tiempo de cada combate:
- Kick-Off: Apollo Crews (con Kevin Owens) derrotó a Andrade (con Zelina Vega & Angel Garza) y retuvo el Campeonato de los Estados Unidos (7:25).[75][76]
  - Crews cubrió a Andrade después de un «Spin-Out Powerbomb».
  - Durante la lucha, Garza interfirió a favor de Andrade, mientras que Owens interfirió a favor de Crews.
- The Golden Role Models (Bayley & Sasha Banks) derrotaron a Alexa Bliss & Nikki Cross y The IIconics (Billie Kay & Peyton Royce) y retuvieron el Campeonato Femenino en Parejas de la WWE (8:50).[77][78]
  - Banks cubrió a Bliss con un «Wheelbarrow Victory Roll».
- Sheamus derrotó a Jeff Hardy (16:50).[77][79]
  - Sheamus cubrió a Jeff después de un «Brogue Kick».
- La Campeona Femenina de Raw Asuka y Nia Jax terminaron sin resultado (8:25).[77][80]
  - La lucha terminó sin resultado después de que Asuka y Jax no volvieran al ring antes de la cuenta de diez.
  - Como resultado, Asuka retuvo el título.
  - Después de la lucha, Asuka atacó a Jax.
- Braun Strowman derrotó a John Morrison & The Miz en un 2-on-1 Handicap Match y retuvo el Campeonato Universal de la WWE (7:20).[77][81]
  - Strowman cubrió a Morrison después de un «Running Powerslam».
- Drew McIntyre derrotó a Bobby Lashley (con MVP) y retuvo el Campeonato de la WWE (13:10).[77][82]
  - McIntyre cubrió a Lashley después de un «Claymore».
  - Antes de la lucha, Lashley atacó a McIntyre.
  - Durante la lucha, Lana interfirió en contra de Lashley.
- Randy Orton derrotó a Edge (44:45).[77][83]
  - Orton cubrió a Edge después de un «Running Punt Kick».

### 2021
WrestleMania Backlash 2021 tuvo lugar el 16 de mayo de 2021 desde el Yuengling Center en Tampa, Florida, debido a la pandemia de COVID-19. El tema oficial del evento fue "Tiny Riot" de Sam Ryder.

#### Antecedentes
En WrestleMania 37, Bobby Lashley derrotó a Drew McIntyre para retener el Campeonato de la WWE. Al siguiente Raw, MVP declaró que nadie en el roster podía derrotar a Lashley. McIntyre interrumpió y quería otra oportunidad al campeonato, alegando que lo habría derrotado si MVP no lo hubiera distraído y evitado que realizara el «Claymore Kick» a Lashley. Braun Strowman y Randy Orton luego interrumpieron y expusieron sus respectivos argumentos para un combate titular. El oficial de la WWE, Adam Pearce, luego programó un Triple Threat match entre McIntyre, Strowman y Orton con el ganador enfrentando a Lashley por el Campeonato de la WWE en WrestleMania Backlash, que fue ganado por McIntyre. En el episodio del 26 de abril de Raw, Strowman desafió a McIntyre a un combate con la estipulación adicional de que si Strowman ganaba, sería agregado al combate por el campeonato. Strowman derrotó a McIntyre, por lo que el combate de WrestleMania Backlash se convirtió en un Triple Threat match.
En WrestleMania 37, Rhea Ripley derrotó a Asuka para ganar el Campeonato Femenino de Raw. Ambas tuvieron una revancha la noche siguiente en Raw, sin embargo, el combate terminó sin resultado después de la interferencia de Charlotte Flair, quien regresaba a la programación luego de 2 meses. La semana siguiente, Flair perdió ante Asuka gracias a una distracción de Ripley. Después del combate, una desquiciada Flair atacó al árbitro, por lo que Adam Pearce la suspendió y fue multada con una fianza de 100,000 dólares por conducta no profesional y abuso físico de un oficial de WWE (kayfabe). Flair fue nuevamente reincorporada en el episodio del 26 de abril de Raw por órdenes de la asistente de Pearce, Sonya Deville, quien levantó su suspensión y la obligó a que se disculpara con el árbitro por sus acciones. En el episodio del 3 de mayo, se programó otra revancha entre Ripley y Asuka por el Campeonato Femenino de Raw para WrestleMania Backlash. Sin embargo, Deville le permitió a Flair la oportunidad de presentar una propuesta y después de escuchar el caso de Flair, Deville la agregó al combate, formándose un Triple Threat match para WrestleMania Backlash.
En WrestleMania 37, Roman Reigns derrotó a Edge y Daniel Bryan para retener el Campeonato Universal de la WWE. En el episodio del 16 de abril de SmackDown, mientras Reigns hizo una promo respecto a su victoria, fue interrumpido por Cesaro, pero antes de que este pudiera hablar, Reigns, Paul Heyman y Jey Uso dejaron el ring. Más tarde, Cesaro confrontó a los oficiales de la WWE, Adam Pearce y Sonya Deville sobre enfrentarse a Reigns esa noche, sin el campeonato en juego. Sin embargo, en su lugar, Cesaro enfrentó a Jey en un combate que terminó por descalificación cuando Seth Rollins interfirió atacándole, proclamando que su rivalidad no había terminado. En el especial Throwback SmackDown del 7 de mayo, Cesaro estaba programado para enfrentar a Rollins con la estipulación adicional de que si Cesaro ganaba, sería el contendiente #1 al Campeonato Universal de la WWE en WrestleMania Backlash. Cesaro derrotó a Rollins una vez más, asegurando el combate ante Reigns por el campeonato en WrestleMania Backlash.

#### Resultados
- Kick-Off: El Campeón de los Estados Unidos Sheamus derrotó a Ricochet (7:12).[92][93]
  - Sheamus cubrió a Ricochet después de un «Bicycle Knee».
  - El Campeonato de los Estados Unidos no estuvo en juego.
- Rhea Ripley derrotó a Asuka y Charlotte Flair y retuvo el Campeonato Femenino de Raw (15:22).[94][95]
  - Ripley cubrió a Asuka después de un «Riptide».
- The Mysterios (Rey Mysterio & Dominik Mysterio) derrotaron a The Dirty Dawgs (Dolph Ziggler & Robert Roode) y ganaron el Campeonato en Parejas de SmackDown (16:58).[94][96]
  - Dominik cubrió a Roode después de un «Frog Splash».
  - Antes de la lucha, The Dirty Dawgs atacaron a Dominik, regresando más tarde a la lucha.
- Damian Priest derrotó a The Miz en un Lumberjack Match (7:01).[94][97]
  - Priest cubrió a The Miz después de un «Hit The Lights».
  - Durante la lucha, John Morrison interfirió a favor de The Miz.
- Bianca Belair derrotó a Bayley y retuvo el Campeonato Femenino de SmackDown (16:02).[94][98]
  - Belair cubrió a Bayley con un «Roll-up».
- Bobby Lashley (con MVP) derrotó a Drew McIntyre y Braun Strowman y retuvo el Campeonato de la WWE (14:12).[94][99]
  - Lashley cubrió a Strowman después de un «Claymore» de McIntyre y un «Spear».
  - Está fue la última lucha de Strowman en WWE hasta su regreso en 2022.
- Roman Reigns (con Paul Heyman) derrotó a Cesaro y retuvo el Campeonato Universal de la WWE (27:34).[94][100]
  - Reigns dejó inconsciente a Cesaro con un «Guillotine Choke».
  - Después de la lucha, Jey Uso y Seth Rollins atacaron a Cesaro.

### 2022
WrestleMania Backlash 2022 tuvo lugar el 8 de mayo de 2022 desde el Dunkin' Donuts Center en Providence, Rhode Island. El tema oficial del evento fue "Dangerous" de Set It Off.

#### Antecedentes
En WrestleMania 38, Charlotte Flair derrotó a Ronda Rousey para retener el Campeonato Femenino de SmackDown. Durante el combate, Rousey había forzado a Flair a rendirse; sin embargo, el árbitro quedó incapacitado y Flair pudo obtener la victoria después de que el árbitro recobró el conocimiento. En el siguiente episodio de SmackDown, Rousey, que quería una revancha con una claro ganadora, desafió a Flair a un «I Quit» match. Flair se negó y le dijo a Rousey que «volviera a la fila». A pesar de esto, la revancha por el campeonato se concedió posteriormente y se programó para WrestleMania Backlash.
En WrestleMania 38, el exluchador de WWE Cody Rhodes, quien había abandonado la compañía seis años antes y en el interín fue fundador y vicepresidente ejecutivo de All Elite Wrestling, regresó a la WWE después de seis años como el oponente sorpresa de Seth "Freakin" Rollins, donde Rhodes salió victorioso. En el episodio del 11 de abril de Raw, Rollins afirmó que estaba en una desventaja injusta ya que no sabía a quién se enfrentaba de antemano. Rollins afirmó además que en igualdad de condiciones, derrotaría a Rhodes y lo desafió a una revancha, que Rhodes aceptó y, por lo tanto, fue programada para WrestleMania Backlash.
En WrestleMania 38, el Campeón Universal de la WWE de SmackDown, Roman Reigns, derrotó al Campeón de la WWE de Raw, Brock Lesnar, en un Winner Takes All match para reclamar ambos títulos, siendo así reconocido como el «Campeón Universal Unificado de la WWE». En el siguiente episodio de SmackDown, Reigns declaró que no tenía nada más que demostrar; sin embargo, quería que sus primos, los Campeones de Parejas de SmackDown The Usos (Jey Uso y Jimmy Uso), replicaran su hazaña al ganar el Campeonato de Parejas de Raw para traer más oro a su stable, The Bloodline. The Usos aparecieron en Raw la semana siguiente para lanzar un desafío a los Campeones de Parejas de Raw, RK-Bro (Randy Orton y Riddle), quienes aceptaron y el combate se hizo oficial como un combate de unificación de campeonato Winners Take All match en WrestleMania Backlash. Sin embargo, en el episodio del 29 de abril de SmackDown, la firma del contrato para la lucha terminó con Reigns ayudando a The Usos a atacar a RK-Bro y rompiendo el contrato en el proceso. Luego, Drew McIntyre salió y unió fuerzas con RK-Bro para expulsar a The Bloodline del ring. Debido a lo que había ocurrido, el mánager de Reigns, Paul Heyman, luego se reunió con el funcionario de la WWE Adam Pearce tras bastidores, donde Heyman solicitó que se cancelara el combate de unificación del campeonato por equipos resultante y, en su lugar, se realizara un combate por equipos con The Bloodline contra RK-Bro y McIntyre que se creara para WrestleMania Backlash.
En WrestleMania 38, Edge derrotó a AJ Styles gracias a una distracción de Damian Priest. Edge y Priest luego formaron una alianza en la que Edge afirmó eliminar a cualquiera que no encajara con ellos. En el episodio del 18 de abril de Raw, Edge declaró que necesitaba terminar lo que comenzó con Styles y luego desafió a Styles a una revancha en WrestleMania Backlash, y Styles luego aceptó. En el episodio del 2 de mayo de Raw, Styles derrotó a Priest, lo que prohibió a Priest estar en el ringside durante el combate.

#### Resultados
- Cody Rhodes derrotó a Seth "Freakin" Rollins (20:45).[110]
  - Rhodes cubrió a Rollins con un «Roll-Up».
- Omos (con MVP) derrotó a Bobby Lashley (8:50).[110]
  - Omos cubrió a Lashley después de un «Two-handed Chokeslam».
  - Durante la lucha, MVP interfirió a favor de Omos.
- Edge derrotó a AJ Styles (16:25).[110]
  - Edge dejó inconsciente a Styles con un «Edgecator».
  - Damian Priest tenía prohibido estar en ringside, pero aun así durante la lucha interfirió a favor de Edge, mientras que Finn Bálor interfirió a favor de Styles.
  - Durante la lucha, una persona encapuchada interfirió a favor de Edge, posteriormente revelándose como Rhea Ripley.
- Ronda Rousey derrotó a Charlotte Flair en un «I Quit» Match y ganó el Campeonato Femenino de SmackDown (16:35).[110]
  - Rousey ganó la lucha después que Flair dijera «I Quit» tras aplicarle un «Armbar» reforzado con una silla.
- Madcap Moss derrotó a Happy Corbin (9:50).[110]
  - Moss cubrió a Corbin con un «Roll-Up».
- The Bloodline (Roman Reigns, Jey Uso & Jimmy Uso) (con Paul Heyman) derrotó a Drew McIntyre & RK-Bro (Randy Orton & Riddle) (22:20).[110]
  - Reigns cubrió a Riddle después de un «Spear».
  - Originalmente el combate era entre The Usos y RK-Bro por el Campeonato en Parejas de SmackDown de The Usos y el Campeonato en Parejas de Raw de RK-Bro, pero por razones desconocidas no se pusieron en juego y en su lugar Reigns y McIntyre fueron añadidos al combate.

### 2023
Backlash 2023 tuvo lugar el 6 de mayo de 2023 desde el Coliseo de Puerto Rico José Miguel Agrelot en San Juan, Puerto Rico. Fue primera vez que WWE organizó un evento en Puerto Rico desde New Year's Revolution 2005. El tema oficial del evento fue "Booker T" de Bad Bunny.

#### Antecedentes
En la Noche 1 de WrestleMania 39, Kevin Owens y Sami Zayn derrotaron a The Usos (Jey & Jimmy Uso) para ganar el Campeonato Indiscutible en Parejas de la WWE. En el episodio de SmackDown del 7 de abril de 2023, Owens fue atacado detrás del escenario por Solo Sikoa y, más tarde esa noche, Jey derrotó a Zayn después de la interferencia de Sikoa. Luego, Jey y Sikoa atacaron a Zayn, hasta que Matt Riddle lo salvó, (cabe recordar que Riddle fue lesionado por Sikoa en diciembre de 2022 (kayfabe) y había regresado a Raw de esa semana). La semana siguiente, la promoción de Owens y Zayn fue interrumpida por The Usos y Sikoa. Luego, una pelea y Riddle se sumó a Owens y Zayn. En el episodio del 17 de abril de Raw, se programó para Backlash una lucha por equipos de seis hombres que enfrentaría a The Bloodline contra Riddle, Zayn y Owens. En ese mismo programa, Owens, Zayn y Riddle derrotaron a The Judgement Day en una lucha por equipos. Tras el combate, The Bloodline y The Judgment Day atacaron conjuntamente a los técnicos, hasta que Latino World Order (facción liderada por Rey Mysterio), salvó a Owens, Zayn y Riddle. En el capítulo de SmackDown del 28 de abril (marcado por el Draft), Owens y Zayn derrotaron a The Usos y retuvieron sus títulos gracias a la ayuda de Riddle, quien atacó a Sikoa, que intervino por orden de Paul Heyman. Ese día, Riddle fue escogido por Raw en el Draft, mientras que Reigns, Heyman y Sikoa fueron seleccionados para SmackDown. En tanto, en el Raw del 1 de mayo, Owens y Zayn fueron elegidos por la marca roja, mientras que The Usos fue escogido para SmackDown. En ese mismo episodio, Riddle venció a Jimmy Uso gracias a la ayuda de Owens y Zayn, mientras que Sikoa perdió por descalificación ante Seth Rollins por la intervención de The Usos atacando a Rollins, aunque posteriormente Riddle, Owens y Zayn lo salvaron en el cierre del capítulo.
En el evento principal de la Noche 2 de WrestleMania 39, Roman Reigns derrotó a Cody Rhodes, para retener el Campeonato Universal Indiscutible de la WWE, después de la interferencia de Paul Heyman y Solo Sikoa. En el episodio de Raw del 3 de abril de 2023, Rhodes desafió a Reigns a una revancha, pero Reigns se negó. Rhodes luego desafió a Reigns y Sikoa a una lucha por equipos, que Reigns aceptó con dos condiciones: el compañero de Rhodes era alguien que compitió en WrestleMania 39 y esa persona no podía desafiar a Reigns por sus títulos, mientras fuera campeón. Brock Lesnar respondió. Sin embargo, el combate nunca ocurrió, debido a que Lesnar agredió a Rhodes, antes de que pudiera comenzar la lucha. Más tarde, se informó que Lesnar estaba molesto debido a su posición en la cartelera de WrestleMania, ya que su combate había abierto la Noche 2, en lugar de estar en un espacio de evento principal. Rhodes abordó el ataque en el siguiente Raw y desafió a Lesnar a un combate en Backlash. La semana siguiente, Rhodes parecía estar listo para pelear, a pesar de no tener autorización médica para competir. Para evitar que Rhodes pelee contra Lesnar esa noche, el oficial de la WWE, Adam Pearce, hizo oficial el combate para Backlash.
A mediados de marzo, Legado Del Fantasma (Santos Escobar, Cruz del Toro, Joaquin Wilde y Zelina Vega) comenzó a ayudar a Rey Mysterio en su enemistad con The Judgement Day (Finn Bálor, Damian Priest, Dominik Mysterio y Rhea Ripley). Esta asociación finalmente resultó en que Rey reformara el Latino World Order (LWO) con Legado del Fantasma. En el episodio del 14 de abril del 2023 de SmackDown, durante un combate entre Escobar y Priest, Ripley intentó interferir pero fue detenida por Vega. En el siguiente episodio, Vega le pidió al oficial de la WWE, Adam Pearce, un combate contra Ripley por el Campeonato Femenino de SmackDown en Backlash. Hizo esta solicitud no solo por la disputa en curso entre sus respectivos establos, sino también porque Vega es la única miembro femenina de la lista de ascendencia puertorriqueña y quería representar eso en Backlash, debido a que el evento se lleva a cabo en Puerto Rico.
En el WrestleMania SmackDown del 31 de marzo, Bobby Lashley ganó el André the Giant Memorial Battle Royal, eliminando en el último lugar a Bronson Reed. Luego, ambos entraron en una disputa que condujo a una lucha en el episodio del 10 de abril de Raw, que terminó en una doble cuenta fuera. La semana siguiente, Lashley se enfrentó al campeón de los Estados Unidos, Austin Theory, en una lucha no titular que terminó sin ganador tras la interferencia de Reed. En el episodio de SmackDown del 21 de abril, se anunció que Theory defendería su título contra Lashley y Reed en un combate de triple amenaza en Backlash. En el SmackDown del 28 de abril, Lashley fue seleccionado por la marca azul, mientras que el 1 de mayo en Raw, Theory también fue seleccionado por SmackDown, por lo que se lleva su título a la marca azul, mientras que Reed fue elegido por Raw. Pese a los cambios en el Draft, el combate por el título en Backlash se mantuvo intacto.
En el episodio del 10 de abril de Raw, Iyo Sky se impuso en un combate de triple amenaza para convertirse en la contendiente número 1 por el Campeonato Femenil de Raw de Bianca Belair. En el Draft, tanto Belair como Sky, y su facción Damage CTRL, fueron elegidas para SmackDown.
Durante el combate de Rey Mysterio contra su hijo Dominik en WrestleMania 39, Damian Priest intentó interferir, mientras que Bad Bunny, quien era el comentarista invitado y amigo de Priest, impidió que Dominik hiciera trampa para ganar. En el siguiente Raw del 10 de abril, Priest atacó a Bad Bunny, que estaba sentado en la primera fila, y lo golpeó contra una mesa de comentaristas. En el episodio del 24 de abril, Priest perdió un combate por descalificación ante Rey Mysterio, luego de atacarlo con una silla y, tras ello, Bad Bunny regresó y anunció que, aunque originalmente iba a ser el presentador de Backlash, se enfrentaría a Priest en una pelea callejera en el evento.

#### Resultados
- Bianca Belair derrotó a Iyo Sky y retuvo el Campeonato Femenino de Raw (18:00).[125][126]
  - Belair cubrió a Sky después de un «KOD».
  - Durante la lucha Belair lanzó accidentalmente a Sky cayendo esta de cabeza pero no se lesionó lo cual siguió con el combate.
  - Durante la lucha, Damage CTRL (Bayley & Dakota Kai) interfirió a favor de Sky.
- Seth "Freakin" Rollins derrotó a Omos (10:30).[125][127]
  - Rollins cubrió a Omos después de un «Curb Stomp» desde la tercera cuerda.
  - Durante la lucha, MVP interfirió a favor de Omos.
- Austin Theory derrotó a Bobby Lashley y Bronson Reed y retuvo el Campeonato de los Estados Unidos (6:50).[125][128]
  - Theory cubrió a Reed después de un «Spear» de Lashley.
- Rhea Ripley derrotó a Zelina Vega y retuvo el Campeonato Femenino de SmackDown (7:10).[125][129]
  - Ripley cubrió a Vega después de un «Riptide».
  - Después de la lucha, el público coreó “pa' que tu lo sepa' yo soy Boricua ” en un acto de gratitud a Vega.
- Bad Bunny derrotó a Damian Priest en un San Juan Street Fight (25:00).[125][130]
  - Bad Bunny cubrió a Priest después de un «Bunny Destroyer».
  - Durante la lucha, Latino World Order (Rey Mysterio, Santos Escobar, Cruz Del Toro & Joaquin Wilde), Carlito y Savio Vega interfieron a favor de Bad Bunny, mientras que The Judgment Day (Finn Balor & Dominik Mysterio) lo hizo a favor de Priest.
  - Bad Bunny ingresó al ring con su canción Chambea como tema de entrada.
- The Bloodline (Solo Sikoa, Jey Uso & Jimmy Uso) derrotó a Matt Riddle, Kevin Owens & Sami Zayn (22:00).[125][131]
  - Sikoa cubrió a Riddle después de un «Samoan Spike».
- Cody Rhodes derrotó a Brock Lesnar (9:40).[125][132]
  - Rhodes cubrió a Lesnar después de revertir un «Kimura Lock» en un «Roll-Up».
  - Antes de la lucha, Rhodes atacó a Lesnar.
  - Durante la lucha, Rhodes desatascó una protección de la esquinas, para empujar a Lesnar y que este último se cortara la frente.

### 2024
Backlash 2024, también promocionado como Backlash France, tuvo lugar el 4 de mayo de 2024 desde el LDLC Arena en Lyon, Francia. Fue el primer evento de WWE celebrado en dicho país.

#### Antecedentes
Este evento se realizó después del Draft 2024, sin considerar los cambios de marcas, que se hicieron efectivos a partir del 6 de mayo, excepto los campeones reinantes, que no cambiaron de marca.
En la apertura de la noche 2 de WrestleMania XL, Damian Priest canjeó exitosamente el maletín Money in the Bank y ganó el Campeonato Mundial de Peso Pesado, luego de cubrir a Drew McIntyre,  quien fue atacado por CM Punk, quien estaba en la mesa comentarios, tras su victoria sobre Seth «Freakin» Rollins. En el capítulo de Raw del 8 de abril, se realizó en el evento estelar una lucha fatal de cuatro esquinas, para determinar al contendiente del Campeonato Mundial de Peso Pesado, donde participaron McIntyre, Jey Uso, Ricochet y Bronson Reed. En la parte final de la lucha, CM Punk distrajo nuevamente a Drew McIntyre para que Jey Uso ganara el combate, proclamándose así como el oponente de Priest en Blacklash.La siguiente semana, Jey derrotó a Finn Bálor y, tras ello fue atacado por The Judgment Day. En la edición del 22 de abril en Raw, Priest y Jey tuvieron un careo, donde mostraron mutuo aprecio. Sin embargo, JD McDonagh hizo su aparición intentando atacar a Jey, pero una mal movimiento significó que Priest recibiera una patada dirigida a él. Más tarde, Ricochet & Andrade derrotron a McDonagh & Santos Escobar, quien reemplazó al lesionado Dominik Mysterio. Cuando terminó el combate, Priest atacó a los ganadores y le reclamó a Dominik no haberse encargado de sus problemas y asegurando que él no necesita la ayuda de nadie, pero que ellos sí lo necesitan a él. En la noche 2 de Draft hubo una lucha en pareja donde Jey, Andrade y Richochet le ganaron al The Judgment Day,donde surgió el último cara a cara de Campeón contra Retador. 
En el cierre de la noche 2 de WrestleMania XL, Cody Rhodes ganó el Campeonato Indiscutible de WWE, luego de vencer a Roman Reigns, terminando con su reinado de 1316 dias. El combate estuvo marcado por una serie de intromisiones, ya que The Bloodline (Jimmy Uso, Solo Sikoa & The Rock), interfirió a favor de Reigns, mientras que Jey Uso, John Cena, Seth «Freakin» Rollins y The Undertaker, lo hicieron a favor de Rhodes. Tras la lucha, Jey, Cena, Rollins, Orton, Kevin Owens, Sami Zayn, LA Knight, CM Punk, Bruce Prichard, Triple H, los comentaristas y la familia de Rhodes celebraron con él. En el capítulo de Raw del 8 de abril, el gerente de operaciones de WWE Triple H, le dedicó a Rhodes un vídeo conmemorativo por la hazaña conseguida en Wrestlemania. Luego de eso, Rhodes tuvo un breve careo con The Rock. En el capítulo de SmackDown del 12 de abril, Rhodes se refirió a The Rocky a los posibles retadores para su título. Esa misma noche, LA Knight y AJ Styles ganaron una serie de luchas de triples amenaza, para definir en el capítulo de SmackDown del 19 de abril, quién sería el rival de Rhodes por el título en Backlash.La siguiente semana, la lucha fue ganada por Styles, convirtiéndose así en el primer retador.En la edición del 26 de abril de SmackDown se realizó la firma de contrato entre Rhodes y Styles, quienes se mostraron mutuo respeto. En la última noche antes de Backlash, se dio el último cara a cara y terminó con Styles dándole una bofetada a Rhodes. 
Desde el reclutamiento de Tiffany Stratton y Naomi por parte de SmackDown, ambas tuvieron diferentes roces en los show semanales. Tras la coronación de Bayley como la nueva campeona femenina de WWE en WrestleMania XL, la nueva monarca le dio una oportunidad a Naomi por su título. En la edición de 19 de abril de SmackDown, se realizó una lucha titular, la que terminó en descalificación por la intervención de Stratton. En la primera noche del Draft, el gerente de SmackDown, Nick Aldis, pactó una lucha entre Naomi y Stratton para ser la contendiente al título de Bayley en Backlash. Durante el encuentro, Nia Jax apareció como nueva adquisición de SmackDown y atacó a Naomi, Stratton y Bayley, quien estaba en la mesa de comentarios. Por consiguiente, Aldis, junto a Theodore Long pactaron una triple amenaza para Backlash.
Tras la victoria de Bianca Belair, Jade Cargill & Naomi ante Damage Control (Dakota Kai, Kairi Sane & Asuka) en WrestleMania XL, en la edición del 19 de abril de SmackDown, mientras observaban la lucha de Bayley ante Naomi, hubo un pequeño roce entres ambas facciones. En la primera noche del Draft, el gerente Nick Aldis pactó una lucha entre las campeonas The Kabuki Warriors (Asuka & Kairi Sane) y Bianca Belair & Jade Cargill por los Campeonatos Femeninos en Parejas de WWE.
El título conseguido por Rhodes en Wrestlemania provocó un quiebre en The Bloodline, lo que desencadenó un ataque de Solo Sikoa y el recién llegado Tama Tonga a Jimmy Uso en la edición de SmackDown del 12 de abril. Además, Sikoa pisoteó el celular de Paul Heyman cuando éste trató de contactarse con Roman Reigns. La semana siguiente, Sikoa y Tonga atacaron a Kevin Owens. En la primera noche del Draft, Sikoa y Tonga fueron atacados por Owens, posteriormente, se sumó Randy Orton. Así, Nick Aldis y Theodore Long pactaron un combate en parejas entre Orton & Owens vs. The Bloodline (Sikoa & Tonga) para Backlash.

#### Resultados
- The Bloodline (Solo Sikoa & Tama Tonga) (con Paul Heyman) derrotó a Randy Orton & Kevin Owens en un Street Fight Match (19:25).[140]
  - Sikoa cubrió a Owens después de un «Samoan Spike».
  - Durante la lucha, Tanga Loa hizo su regreso a WWE e interfirió a favor de The Bloodline.
  - Originalmente, la lucha no tenía estipulación, sin embargo, el gerente general de SmackDown, Nick Aldis, determinó que fuera una Street Fight Match, después que ambos equipos se atacaran antes del combate.
- Bayley derrotó a Naomi y Tiffany Stratton y retuvo el Campeonato Femenino de WWE (13:10).[141]
  - Bayley cubrió a Naomi con un «Roll-Up».
  - Después de la lucha Naomi le dio la mano a Bayley en señal de respeto.
- Damian Priest derrotó a Jey Uso y retuvo el Campeonato Mundial de Peso Pesado (15:45).[142]
  - Priest cubrió a Uso después de un «South of Heaven».
  - Durante la lucha, The Judgment Day (JD McDonagh & Finn Bálor) interfirío a favor de Priest.
  - Después de la lucha, McDonagh y Bálor atacaron a Uso, pero Priest los detuvo.
- Bianca Belair & Jade Cargill derrotaron a The Kabuki Warriors (Asuka & Kairi Sane) (con Dakota Kai) y ganaron el Campeonato Femenino de Parejas de WWE (17:25).[143]
  - Belair cubrió a Asuka después de un «KOD» sobre el cuerpo de Sane.
- Cody Rhodes derrotó a AJ Styles y retuvo el Campeonato Indiscutible de WWE (27:20).[144]
  - Rhodes cubrió a Styles después de un «Cross Rhodes».
  - Esta lucha fue calificada con 5 estrellas por el periodista Dave Meltzer.

### 2025
Backlash 2025, también promocionado como Backlash St. Louis, tuvo lugar el 10 de mayo de 2025 desde el Enterprise Center en San Luis, Misuri.

#### Antecedentes
En el evento principal de la Noche 2 de WrestleMania 41, John Cena derrotó a Cody Rhodes para ganar el Campeonato Indiscutido de WWE y convertirse en campeón mundial por 17ª vez, rompiendo el récord que compartía con Ric Flair y convirtiéndose en el luchador con más títulos mundiales en la historia de la compañía. El 21 de abril, WWE anunció que dejaría vacante el linaje del Campeonato Universal, conservando únicamente el del Campeonato de WWE. Esa misma noche en Raw, apareció para hablar de su histórica victoria y proclamó que nadie en el roster tenía la suficiente "Ruthless Aggression" para vencerlo. Sin embargo, fue sorpresivamente atacado por Randy Orton con un RKO. En SmackDown, Cena intentó dar otra promo, pero fue interrumpido nuevamente por Orton. Tras un tenso intercambio de palabras, "The Viper" lo retó a una lucha titular esa misma noche. Cena rechazó la propuesta, pero aceptó defender el campeonato en la ciudad natal de Orton, San Luis. Más tarde, la lucha fue confirmada oficialmente para el evento Backlash, aunque la primera vez con los roles invertidos (es decir, Cena siendo heel y Orton siendo face), además de ser promocionada como «One Last Time».
El 13 de enero en Raw, Lyra Valkyria se convirtió en la campeona inaugural del nuevo Campeonato Femenino Intercontinental tras vencer a Dakota Kai; más adelante, en el episodio de SmackDown del 11 de abril, Valkyria y Bayley ganaron una Gauntlet Match, convirtiéndose en las retadoras al Campeonato Femenino de Parejas de WWE, entonces en manos de The Judgment Day (Liv Morgan & Raquel Rodríguez), con la lucha programada para WrestleMania 41. Sin embargo, antes de la Noche 1 del evento, Bayley fue atacada en bastidores por un agresor desconocido, lo que obligó a Valkyria a encontrar una nueva compañera. En la Noche 2, Becky Lynch hizo un regreso sorpresa como su compañera misteriosa y juntas lograron conquistar el Campeonato Femenino en Parejas. No obstante, en el episodio de Raw Post WrestleMania, tuvieron que defender los títulos en una revancha inmediata, donde fueron derrotadas, con Valkyria recibiendo el pin. Tras el combate, Lynch atacó brutalmente a Valkyria, marcando su primer cambio a heel desde 2022. La semana siguiente, Lynch reveló que fue ella quien atacó a Bayley y explicó que atacó a Valkyria, debido a su cercana amistad con Bayley, con quien Lynch había tenido múltiples conflictos en los últimos años. Valkyria interrumpió y la retó a una lucha esa misma noche, pero Lynch se negó. Entonces, Valkyria la desafió a un combate en Backlash, poniendo en juego su Campeonato Intercontinental Femenino, reto que Lynch aceptó posteriormente.
En WrestleMania 41, Jey Uso derrotó a Gunther y ganó el Campeonato Mundial de Peso Pesado. En el episodio de Raw del 21 de abril, Gunther apareció visiblemente molesto y confrontó a los comentaristas Michael Cole y Pat McAfee, alegando sentirse menospreciado por sus dichos tras su derrota en WrestleMania. En medio de la discusión, Gunther atacó físicamente a Cole, lo que llevó a McAfee a intervenir para defender a su compañero. Sin embargo, Gunther lo estranguló brutalmente. Como consecuencia, el gerente general de Raw, Adam Pearce, lo sancionó con una multa y una suspensión. La semana siguiente en Raw, McAfee expresó su deseo de enfrentarse a Gunther y solicitó al gerente general de SmackDown, Nick Aldis, quien estaba reemplazando a Pearce esa noche, que levantara la suspensión. No obstante, Aldis rechazó la solicitud y, en su lugar, propuso un combate entre McAfee y Gunther en Backlash, reto que McAfee aceptó sin dudar.
En la Noche 2 de WrestleMania 41, Jacob Fatu derrotó a LA Knight para ganar el Campeonato de los Estados Unidos y en la noche siguiente, Drew McIntyre derrotó a Damian Priest en una Sin City Street Fight. En el episodio de SmackDown del 25 de abril, en plena celebración de The Bloodline (Fatu & Solo Sikoa), Knight interrumpió exigiendo su revancha por el título. Poco después, McIntyre hizo acto de presencia para burlase de Priest y también solicitó una oportunidad por el campeonato. En respuesta, Aldis pactó un combate entre Knight y McIntyre para esa misma noche, con el objetivo de definir al contendiente #1 al Campeonato de los Estados Unidos. Durante la lucha, Priest intervino atacando a McIntyre, mientras que Sikoa hizo lo mismo con Knight. Sin embargo, el árbitro solo vio el ataque de Priest, por lo que decretó la victoria para McIntyre por descalificación. Al final, Fatu se mantuvo de pie sobre Knight y Priest. En el episodio siguiente, Knight y Priest se enfrentaron en un combate que terminó sin resultado debido a una nueva intervención de Sikoa. Tras la lucha, ambos luchadores se enfrascaron en un enfrentamiento contra Fatu y Sikoa. Como consecuencia, el gerente general de SmackDown, Nick Aldis anunció una lucha de triple amenaza entre Fatu, Priest y Knight por el Campeonato de los Estados Unidos en Backlash. No obstante, tras las declaraciones de Sikoa, quien argumentó que McIntyre merecía una oportunidad titular por su victoria por descalificación, Aldis modificó los planes y oficializó una lucha fatal de cuatro esquinas en Backlash, incluyendo también a McIntyre.
En la Noche de WrestleMania 41, Dominik Mysterio ganó el Campeonato Intercontinental en una lucha fatal de cuatro esquinas en la que también participaron Penta, Bron Breakker y su compañero de The Judgment Day, Finn Bálor. En el Raw post WrestleMania, Mysterio defendió exitosamente su título ante Penta, gracias a la intervención de JD McDonagh, quien regresaba esa noche. La semana siguiente en Raw, Penta interfirió en una lucha por equipos en la que participaban Bálor y McDonagh, costándoles el combate. En el episodio siguiente, Penta derrotó a McDonagh a pesar de la interferencia de Bálor, Carlito y Chad Gable. Más tarde esa noche, se confirmó el combate entre Mysterio y Penta por el Campeonato Intercontinental.

#### Resultados
- Jacob Fatu derrotó a LA Knight, Damian Priest y Drew McIntyre y retuvo el Campeonato de los Estados Unidos (17:55).[153]
  - Fatu cubrió a Knight después de un «Mighty Moonsault».
  - Durante la lucha, Solo Sikoa y JC Mateo, quien hizo su debut, interfirieron a favor de Fatu.
- Lyra Valkyria derrotó a Becky Lynch y retuvo el Campeonato Intercontinental Femenino (18:45).[148]
  - Valkyria cubrió a Lynch con un «Roll-Up».
  - Después de la lucha, Lynch atacó a Valkyria, saliendo posteriormente el gerente general de Raw, Adam Pearce y a varios oficiales a intervenir.
- Dominik Mysterio derrotó a Penta y retuvo el Campeonato Intercontinental (9:20).[155]
  - Mysterio cubrió a Penta después de un «Frog Splash».
  - Durante la lucha, The Judgment Day (Finn Bálor, Carlito & JD McDonagh) y El Grande Americano interfirieron a favor de Mysterio.
- Gunther derrotó a Pat McAfee (14:00).[150]
  - Gunther dejó inconsciente a McAfee después de un «Sleeperhold».
  - Durante la lucha, Michael Cole interfirió a favor de McAfee.
  - Después de la lucha, Gunther le mostró sus respetos a McAfee.
  - Después de la lucha, McAfee y Cole se abrazaron en el ring.
- John Cena derrotó a Randy Orton y retuvo el Campeonato Indiscutido de WWE (27:50).[146]
  - Cena cubrió a Orton después de un «Low Blow» y golpearlo con el título.
  - Durante la lucha, Orton aplicó «RKO» al gerente general de SmackDown, Nick Aldis, y a varios oficiales.
  - Durante la lucha, R-Truth interfirió a favor de Cena.
  - Durante la conferencia de prensa posterior, Cena le aplicó una «Attitude Adjustment» a R-Truth.